# HD 133981
HD 133981 eller HR 5628 är en ensam stjärna belägen i den norra delen av stjärnbilden Paradisfågeln. Den har en skenbar magnitud av ca 6,02 och är svagt synlig för blotta ögat där ljusföroreningar ej förekommer. Baserat på parallax enligt Gaia Data Release 3 på ca 3,81 mas, beräknas den befinna sig på ett avstånd på ca 856 ljusår (263 parsek) från solen. Den rör sig närmare solen med en heliocentrisk radialhastighet på ca -14 km/s.

## Egenskaper
HD 133981 är en blå till vit underjättestjärna av spektralklass B8 IV. Den har en massa som är lika med ca 3,7 solmassor, en radie som är ca 6,4 solradier och utsänder energi från dess fotosfär motsvarande ca 364 gånger solen vid en effektiv temperatur av ca 10 300 K. Houk och Cowley (1975) angav istället en något mer utvecklad spektralklass av B8/9 III, vilket anger att den är en jättestjärna. Vissa evolutionära modeller visar att den är en stjärna som precis når slutet av huvudserien.
HD 133981 ligger framför den avlägsna svaga galaxen LEDA 54288. En stoftskiva ut till 1 851 AE har upptäckts kring stjärnan. Den har en massa av 22,5 gånger jordens massa och en jämviktstemperatur på 27 K.